# Uncjała
Uncjała (łac. scriptura uncialis) – typ pisma kodeksowego występujący w okresie od końca III do X wieku. 
Wywodzi się ona z kapitały i charakteryzuje się zanikaniem kantów i tendencją do zaokrąglania liter. Do powstania tego rodzaju pisma przyczyniło się zastosowanie pergaminu w miejsce dotychczasowych zwojów papirusu. 
Pochodzenia nazwy uncjały nie jest udokumentowane. Jedna z teorii mówi, że słowo to pochodzi z języka łacińskiego „uncia” oznaczającego 1/12 libry. 
Uncjała jest pismem majuskułowym – dającym się wpisać między dwie linie – jednak sporo liter zmienia dość znacznie kształt: a, d, e, h, m, q, t oraz u, które w pismach średniowiecznych wyprze niemal zupełnie literę v. 
Najstarsze znane rękopisy pisane uncjałą pochodzą z IV wieku.

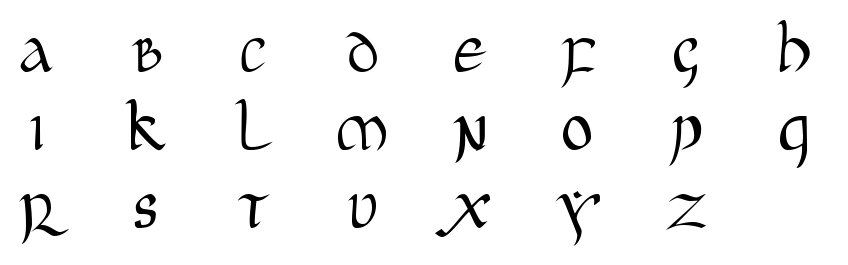
Alfabet łaciński pisany uncjałą.

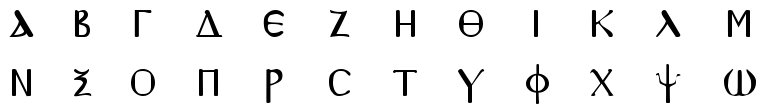
Alfabet grecki pisany uncjałą.